# Ульянова (деревня)
Ульянова — деревня в Ярковском районе Тюменской области России. Входит в состав Плехановского сельского поселения.

## История
В «Списке населенных мест Российской империи» 1871 года Ульянова упомянута как казённая деревня Тюменского округа Тобольской губернии, при реке Тобол, расположенная в 151 версте от окружного центра города Тюмень. В деревне насчитывалось 30 дворов и проживало 173 человека (81 мужчина и 92 женщины). Функционировала православная часовня.

## География
Деревня находится в западной части Тюменской области, на левом берегу реки Тобол, на расстоянии примерно 38 километров (по прямой) к северо-северо-востоку (NNE) от села Ярково, административного центра района.

### Часовой пояс
Деревня Ульянова, как и вся Тюменская область, находится в часовой зоне МСК+2. Смещение применяемого времени относительно UTC составляет +5:00.

## Население
| 2010 |
| ---- |
| 1    |

Гендерный состав
По данным Всероссийской переписи населения 2010 года в гендерной структуре населения мужчины составляли 100 %.
Национальный состав
Согласно результатам переписи 2002 года, в национальной структуре населения русские составляли 100 %.

## Улицы
Уличная сеть деревни состоит из 2 улиц (ул. Луговая и ул. Тобольская).

## Транспорт
К северо-западу от деревни расположена станция Усть-Тавда Тюменского отделения Свердловской железной дороги.